# Ministerio del Comercio Interior
El Ministerio del Comercio Interior de la República de Cuba (MINCIN, fundado el 23 de febrero de 1961) es el ministerio encargado del comercio interior de la República de Cuba.
El ministerio tiene a su cargo la venta de materiales de la construcción e insumos agrícolas, la prestación de servicios gastronómicos y de recreación y la administración de establecimientos minoristas.

## Historia
Antes del triunfo de la revolución cubana en 1959, existía el Ministerio de Comercio, encargado del comercio interior y exterior, precios, inspecciones, y patentes e invenciones, además de realizar registros mercantiles y de compañías anónimas. El 30 de junio de 1960, se crea dentro del ministerio, la Dirección de Alimentos y la Oficina Técnica de Planificación.
El 13 de octubre de 1960, mediante la ley 890, el gobierno nacionalizó todas las empresas industriales y comerciales nacionales.
El 23 de febrero de 1961, mediante la ley 933, se extinguió el ministerio de Comercio, creando el Ministerio del Comercio Interior. Al nuevo ministerio se le incorporaron la administración de «almacenes de víveres, tejidos, calzados, ferretería y medicina, así como tiendas por departamentos, establecimientos de víveres al detalle, joyerías, ópticas y droguerías, entre otras», que hasta ese momento dependían de la Oficina Comercial del Instituto Nacional de Reforma Agraria. Por su parte, el área de comercio exterior pasó al nuevo Ministerio del Comercio Exterior y la Inversión Extranjera, creado por la ley 934.
Tras una auditoría en 2006, el ministerio anunció que se detectaron «anormalidades» en el 90 % de las empresas estatales y que el organismo dejó de percibir en ese año unos 185 millones de pesos cubanos (equivalente en ese entonces a unos 8,3 millones de dólares estadounidenses) por «pérdidas y faltantes». En una auditoría del año 2016, el ministerio detectó 41 casos de corrupción administrativa y 95 delictivos, que causaron pérdidas de unos 10 millones de pesos. La mayoría de los hechos provenían de la Empresa Mayorista de Productos Alimenticios de La Habana.
A partir de la década de 2010, algunos servicios gastronómicos y de recreación pasaron a ser gestionados por cooperativas no estatales, aunque el estado cubano aún continúa teniendo la propiedad sobre los inmuebles y principales medios de producción. También el ministerio ha comenzado a impulsar la industria de la construcción, permitiendo la venta libre (sin límites de cantidades) de ciertos materiales. El gobierno cubano ya había autorizado a los ciudadanos en 2008 a construir sus propias viviendas. En 2013, el ministerio aprobó un financiamiento para importar herramientas y materias primas para potenciar actividades de los trabajadores cuentapropistas.

## Funciones
Tiene como función «proponer al Gobierno las políticas relacionadas con el comercio mayorista y minorista, la logística de almacenes y la protección al consumidor que son realizadas por actores de la economía estatales y no estatales, y que ejecutan su función en pesos cubanos y pesos cubanos convertibles. Una vez que son aprobadas, dirige, controla y fiscaliza su implementación y cumplimiento».

## Ministros
- Máximo Berman Barman (1961-1962)
- Manuel Luzardo García (1962-1970)
- Serafín Fernández Rodríguez (1970-1981)
- Manuel Vilá Sosa (enero de 1982-1995)
- Bárbara Castillo Cuesta (1995-2006) - Misión internacional.
- Marino Alberto Murilo Jorge (2006-2009) - Nombrado Ministro de Economía.
- Jacinto Angulo Pardo (2009-2011)
- Mary Blanca Ortega Barredo (2011-2018)
- Betsy Díaz Velázquez (2018-en el cargo)